# Марьевка (Межевский район)
Ма́рьевка (укр. Мар'ївка) — село,
Райпольский сельский совет,
Межевский район,
Днепропетровская область,
Украина.
Код КОАТУУ — 1222687704. Население по переписи 2001 года составляло 26 человек.

## Географическое положение
Село Марьевка находится на правом берегу реки Солёная,
выше по течению на расстоянии в 1 км расположено село Беляковка,
ниже по течению на расстоянии в 5 км расположено село Новопавловка.

## Происхождение названия
Прежнее название немецкой колонии — Мариенталь (нем. Mariental).